# 第一次段祺瑞內閣改組內閣
第一次段祺瑞內閣改組內閣是由第一次段祺瑞內閣在民國5年（1916年）6月30日改組而成，於民國6年（1917年）5月23日因府院之爭結束。
袁世凱逝世後，黎元洪繼任大總統，他下令恢復《臨時約法》和大總統選舉法，廢除《袁記約法》。同時，政府和参与护国战争的護國軍也達成妥協，因此由國務總理段祺瑞組成新內閣。
此內閣中，表面上南方派占有多數，而且獲得外交、內務、財政、海軍四個重要部門的權力，但是由於北洋軍閥勢力在袁世凱死後迅速擴張，南方派多受制約，未能真正執行權力。
此屆內閣壽命約11個月，最終在黎元洪和段祺瑞的府院之爭中倒台。從1917年4月開始，段祺瑞和黎元洪就圍繞對德宣戰問題爭論不休，段祺瑞操控督軍團向國會施壓，要求通過對德宣戰案。國會拒絕督軍團干涉立法事務，督軍團乘機攻擊國會制定的憲法草案，並要求解散國會。5月10日，國會表決對德宣戰案時，有軍人和流民圍攻國會，毆打議員，引起社會輿論的憤怒；同一日，內閣成員在參加一戰和對德斷交問題上產生嚴重分歧，海軍總長程璧光、外交總長伍廷芳、農商總長谷鐘秀、司法總長張耀曾一同請辭，段祺瑞內閣開始根本動搖。不久後，段祺瑞私自向日本人貸款的丑聞傳出，黎元洪於是在5月23日罷免段祺瑞的國務總理職務。段祺瑞內閣告終。
段祺瑞被罷免之後，憤而離京，他聲稱根據《臨時約法》，總統無權解除總理職務，他邀請督軍團團長張勳入京調停紛爭。
而同時，伍廷芳代理段之後的總理職務。黎元洪提出由王士珍和徐世昌組閣，但是二人都不肯來。黎元洪於是提議李经羲，國會表決順利通過，但是李经羲卻因為畏懼北洋軍閥勢力而不敢就任和組閣。一時之間，國務紛亂，為張勳復辟創造了條件。

## 內閣成員
| 職位     | 姓名   | 備注                                                            |
| -------- | ------ | --------------------------------------------------------------- |
| 國務總理 | 段祺瑞 |                                                                 |
| 外交總長 | 唐紹儀 | 因為北洋軍閥反對而未到任，期間由陳錦濤兼署，於1916年9月10日辭職 |
| 外交總長 | 伍廷芳 | 未到任時由次長夏诒霆代理                                        |
| 內務總長 | 孫洪伊 | 被徐樹錚排斥，於1915年11月20日免職，由次長謝遠涵代理            |
| 內務總長 | 范源濂 | 兼署，1917年1月1日就任                                          |
| 財政總長 | 陳錦濤 | 1917年5月2日由李經羲繼任，但沒有就職，由次長楊壽枏代理          |
| 陸軍總長 | 段祺瑞 | 兼任                                                            |
| 海軍總長 | 程璧光 |                                                                 |
| 司法總長 | 張耀曾 |                                                                 |
| 教育總長 | 范源濂 |                                                                 |
| 農商總長 | 谷钟秀 |                                                                 |
| 交通總長 | 許世英 |                                                                 |